# Angelo Sorino
Angelo Sorino (Roma, 28 agosto 1967) è un attore e doppiatore italiano.

## Biografia
Attore, scrittore, doppiatore, cantautore e regista è noto presso il grande pubblico per aver interpretato il personaggio di Giacomo nel telefilm Il maresciallo Rocca. Inoltre ha partecipato ad altre fiction tv ed è stato tra i protagonisti di film come La bruttina stagionata  e Stelle di cartone.
In teatro ha lavorato in numerosi spettacoli, tra i quali citiamo: Ladies' night, per la regia di Roberto Marafante, e Romeo e Giulietta, per la regia di Giuseppe Patroni Griffi. Tra le altre attività, è compositore di canzoni e musiche ed autore di testi per il varietà.
Nel 2008 scrive la canzone "Funky kyrikì" che viene scoperta e lanciata dal dj Maurillo e poi distribuita in più di 100 radio indipendenti in Italia e all'estero. 
Premio della Critica a Sanremo Rock 2020 con la canzone Sogno criminale, bissa la partecipazione nel 2021 con Mondo fatato ottenendo il nulla osta per il Gran Galà dei Festival di San Marino.
Nel 2013 scrive, interpreta e cura la regia della sua prima commedia, "Fegato" che narra le vicissitudini di un uomo già "vittima della società", stalkerizzato con letali conseguenze dal suo stesso fegato.
È del 2021 il libro: "Rino Gaetano e il Regno di Salanga". Una biografia in autostop. -Sagoma Editore.

## Vita privata
È il padre del doppiatore Arturo Sorino

## Filmografia parziale

### Cinema
- Stelle di cartone, regia di Francesco Anzalone (1993)
- La bruttina stagionata, regia di Anna Di Francisca (1996)
- Mi sei entrata nel cuore come un colpo di coltello, regia di Cecilia Calvi (1998)

### Televisione
- Il maresciallo Rocca, regia di Giorgio Capitani – Lodovico Gasparini (solo 1ª st.) - José María Sánchez (solo 3ª st.) – Fabio Jephcott (4ª e 5ª st.) – Ruolo: Giacomo Rocca (1996-2005)
- Nei secoli dei secoli, regia di Marcello Cesena (1997) – Ruolo: Isaac
- Distretto di Polizia 4, regia Monica Vullo, 1 episodio (2003)
- Un posto al sole, registi vari (2003, 2007) – Ruolo: Ettore Martini
- R.I.S. - Delitti imperfetti, regia di Alexis Sweet – serie TV, episodio 1x03 (2005)
- Edda, regia di Giorgio Capitani (2005)
- Il maresciallo Rocca e l'amico d'infanzia, regia di Fabio Jephcott (2008) – Ruolo: Giacomo Rocca
- L'uomo che cavalcava nel buio, nel ruolo del medico oculista, regia di Salvatore Basile (2009)
- Il paradiso delle signore, regia di Marco Maccaferri (2020) – Ruolo: avvocato Giulio Luzi

## Doppiaggio (parziale)
- Ben Huber in Honeymoon
- Julian Richings in Three Inches
- Arthur Zimmer in Qualcuno con cui correre
- Steel Burkardt in Dark
- Nicholas Jenks in Fire Squad - Incubo di fuoco
- Harvey Friedman in Submergence
- Leigh Gill ne Il Re Scorpione 4
- Andy Daly in Jules
- Jake Lawson in April Rain
- Michael Florek in On teh job
- Pablo Fuentes in Sin ella
- Luke Sexton in Cut Run 2
- Denis Hayes in Heart Days